# Ellie Reed
Ellie Reed (n. 2 de febrero de 1988) es una actriz y escritora estadounidense. Ella es conocida por interpretar a Annie en la serie original de Netflix Girlboss.

## Primeros años y educación
Reed nació en Chicago, Illinois. Ella se graduó de Northwestern University, y también formó parte del programa de improvisación Second City Conservatory de Chicago y del teatro de improvisación de comedia IO West.

## Carrera
Reed hizo su debut en el cortometraje Positive Comment en 2010 y luego apareció en tres episodios de Touch 'n Dix  en 2012. Después actuó en Betrayal interpretando a Holly, seguido por Chicago P.D. como Josie Valescu en 2014. Al año siguiente interpretó a una Fashion VP en Empire y en 2016 apareció en Future You e interpretó a Claire en un episodio de 2 Broke Girls, Luego actuó en el cortometraje Ten More escrita y dirigida por Brad Riddell como Laurie. En noviembre de 2016, se unió al elenco principal de la serie original de Netflix Girlboss pero fue cancelado tras una temporada.
Reed también es escritora y en 2012 fue la ganadora del Douglas Morrison National Playwriting Cagematch, y estrenó su obra The Beecher Sisters en Awkward Pause Theatre de Chicago a finales de 2015.
Reed es represenratada por Creative Artists Agency (CAA).

## Filmografía
| Cine       | Cine             | Cine          | Cine                                   |
| Año        | Título           | Rol           | Notas                                  |
| ---------- | ---------------- | ------------- | -------------------------------------- |
| 2010       | Positive Comment |               | Cortometraje                           |
| 2014       | 3 Nights         | Ella          | Cortometraje                           |
| 2016       | Ten More         | Laurie        | Cortometraje                           |
| Televisión |                  |               |                                        |
| Año        | Título           | Rol           | Notas                                  |
| 2012       | Touch 'n Dix     | Ellie         | 3 episodios                            |
| 2013       | Betrayal         | Holly         | 1 episodio                             |
| 2014       | Chicago P.D.     | Josie Valescu | Episodio: "An Honest Woman"            |
| 2015       | Empire           | Fashion VP    | Episodio: "Our Dancing Days"           |
| 2016       | Future You       | Marney        | Episodio: "Internet Casualties"        |
| 2016       | 2 Broke Girls    | Claire        | Episodio: "And the Story Telling Show" |
| 2017       | Girlboss         | Annie         | Papel principal; 13 episodios          |